# Бак Нин
Бак Нин (виј. Bắc Ninh) је град у Вијетнаму у покрајини Бак Нин. Према резултатима пописа 2009. у граду је живело 153.250 становника.